# 팔괘장 (훈장)

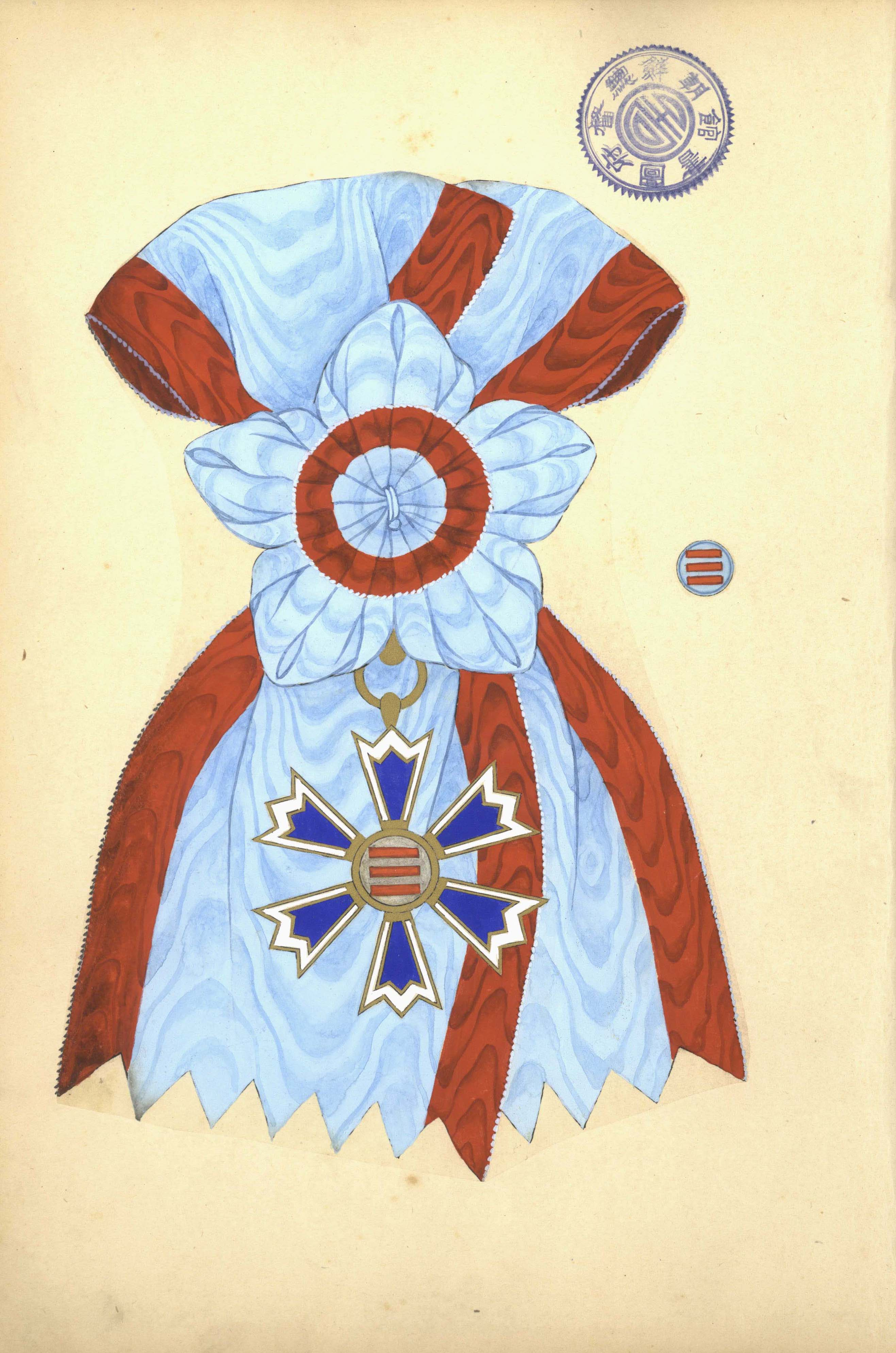
훈일등 팔괘대수장

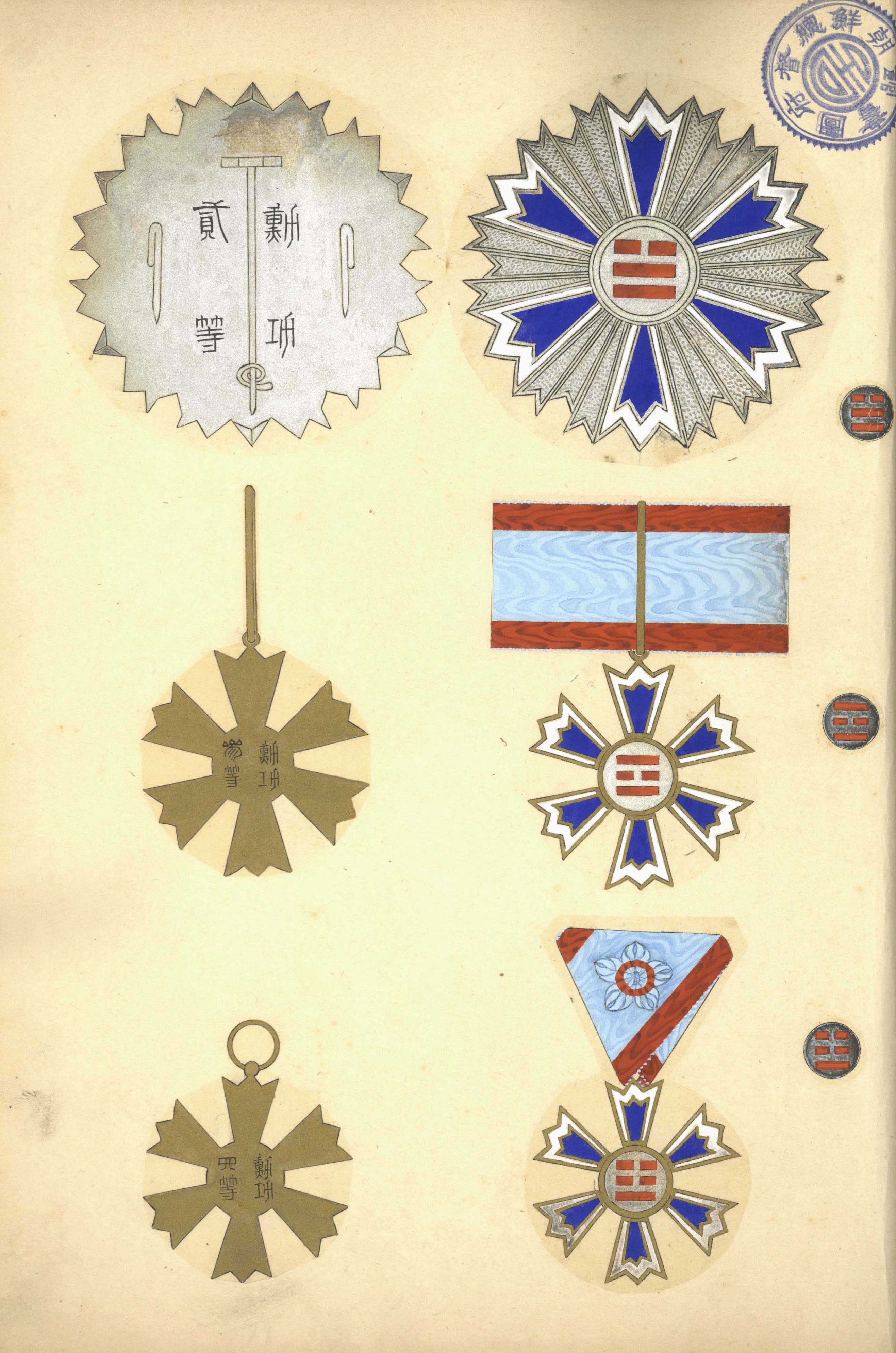
훈이등 팔괘장 겸 훈일등 부장(上)
훈삼등 팔괘중수장 겸 훈이등 부장(中)
훈사등 팔괘소수장(下)

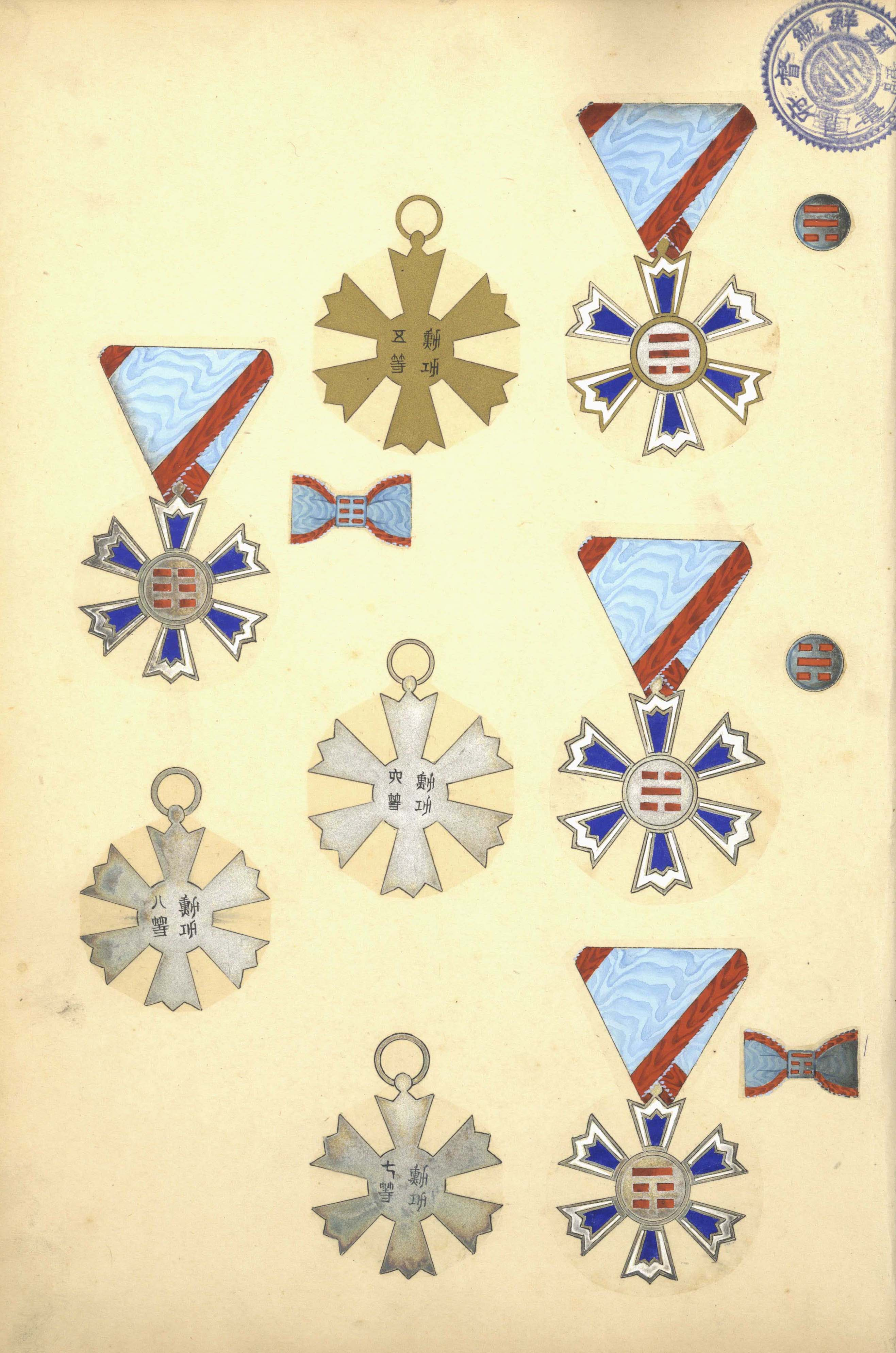
훈오등 팔괘소수장(上右)
훈육등 팔괘소수장(中)
훈칠등 팔괘소수장(下右)
훈팔등 팔괘소수장(左)

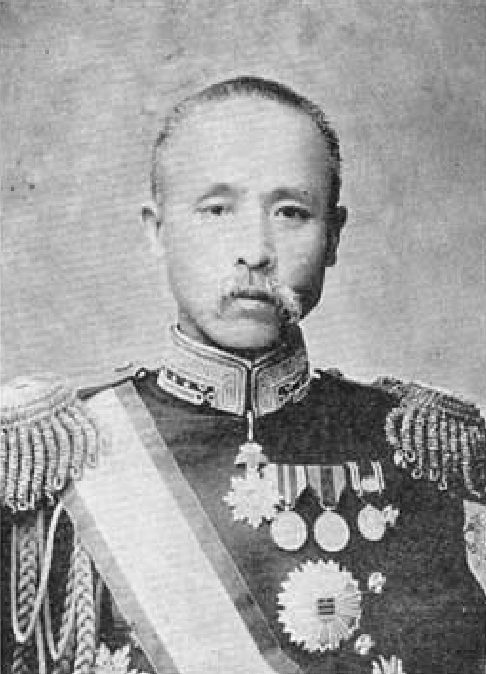
훈일등 팔괘대수장을 패용한 권중현

팔괘장(八卦章)은 대한제국의 훈장 가운데 하나이며 태극장 다음가는 훈장이다.

## 역사
팔괘장은 1898년(광무 2년) 4월 16일에 대한제국 칙령 제10호로 〈훈장 조례〉(勳章條例)를 개정하면서 제정되었고.1910년까지 수여 하였다. 훈등은 훈(勳)에 해당하고 일등에서 팔등까지로 구분되어 문무관에게 훈등에 따라 수여하였다.

## 형태
훈일등 팔괘대수장은 정장(正章)과 부장(副章)으로 구성된다. 정장의 장(章), 즉 문채의 재질은 금(金)과 은(銀)이고, 지름은 2치(寸) 5푼(分)이다. 홍색의 건괘(乾卦)가 새겨진 원을 중심으로 청백색의 광선이 여섯 방향으로 뻗어나가는 모양이다. 고리의 재질은 금이며, 문채와 대수를 연결한다. 패용할 때는 감청색 바탕에 홍변선으로 이루어진 대수(大綬)를 오른쪽 어깨에서 왼쪽 옆구리에 두른 다음에 끝부위에서 교차하여 오얏꽃을 천으로 접어달고 그 밑에 정장을 달았으며, 부장은 왼쪽 가슴에 단다. 약수(略綬)는 대수와 재질이 같고, 그 모양은 원형으로 홍색의 건괘가 새겨져 있으며, 통상 예복 착용시에 왼쪽 옷깃 단추 구멍에 걸어서 패용한다.
훈이등 팔괘장은 훈일등 팔괘대수장의 부장을 겸한다. 지름은 3치이며, 재질은 금과 은이다. 홍색의 태괘(兌卦)가 새겨진 원을 중심으로 청백색의 광선이 여섯 방향으로 뻗어나가고 사이마다 백색 광선이 배치되었다. 한편 뒷면의 패침은 재질이 은이며, 중앙과 좌우에 각각 설치되어 있다. 패침의 좌우에는 전서체의 ‘훈공이등’(勳功二等)이 새겨져 있다. 약수는 대수와 재질이 같고, 그 모양은 원형으로 홍색의 태괘가 새겨져 있다.
훈삼등 팔괘중수장은 훈이등 팔괘장의 부장을 겸한다. 지름은 1치 8푼이고, 재질은 금과 은이다. 문채의 모양은 훈일등과 동일하나 중앙에는 홍색의 이괘(離卦)가 새겨져 있다. 뒷면에 전서체의 ‘훈공삼등’(勳功三等)이 새겨져 있고, 타원형의 고리는 재질이 금이다. 패용할 때는 문채를 정중앙에 끼운 중수(中綬)를 목 밑에 건다. 약수는 대수와 재질이 같고, 그 모양은 원형으로 홍색의 이괘 새겨져 있다.
훈사등 팔괘소수장은 규격과 모양, 재질이 훈삼등과 동일하나 중앙의 문양은 진괘(震卦)이고, 뒷면에 전서체의 ‘훈공사등’(勳功四等)이 새겨져 있으며, 고리가 정원형이다. 약수는 대수와 재질이 같고, 그 모양은 원형으로 홍색의 진괘가 새겨져 있다.
훈오등 팔괘소수장은 지름이 1치 5푼이고, 모양과 재질은 훈사등과 동일하나 중앙에는 홍색의 손괘(巽卦)가 새겨져 있다. 뒷면에는 전서체의 ‘훈공오등’(勳功五等)이 새겨져 있다. 약수는 대수와 재질이 같고, 그 모양은 원형으로 홍색의 손괘가 새겨져 있다.
훈육등·훈칠등·훈팔등 팔괘소수장은 규격은 훈오등과 동일하나 재질은 모두 은이며, 중앙에는 각각 홍색의 감괘(坎卦), 간괘(艮卦), 곤괘(坤卦)가 새겨져 있고, 뒷면에는 각각 전서체의 ‘훈공육등’(勳功六等), ‘훈공칠등’(勳功七等), ‘훈공팔등’(勳功八等)이 새겨져 있다. 훈육등의 약수는 대수와 재질이 같고, 그 모양은 원형으로 홍색의 감괘가 새겨져 있다. 훈칠등과 훈팔등의 약수는 나비형으로 중앙에 각각 홍색의 간괘와 곤괘가 새겨져 있다. 패용할 때 훈사등에서 훈팔등까지는 천을 사선꼴로 접은 삼각형의 소수(小綬)로서 왼쪽 가슴에 단다. 다만 훈사등의 소수 표면에는 천으로 꽃을 접어 다는 차이가 있다.

## 같이 보기
- 대한제국
- 대한제국의 훈장

## 참고 문헌
- 《고종실록》
- 《순종실록》
- 이강칠 (1999), 《대한제국시대 훈장제도》, 백산출판사. ISBN 9788977392595